# Formule 1 v roce 2004
Změna pravidel udělala ze sezóny 2003 zajímavou podívanou a o mistru světa se rozhodlo až v posledním závodě. FIA se přesto rozhodla k dalším změnám v technických pravidel, která měla za úkol přibrzdit Ferrari a Michaela Schumachera. Pro rok 2004 bylo stanoveno pravidlo jednoho motoru na závodní víkend, dále byla zakázána elektronická kontrola prokluzu, omezena plocha přítlaku a rychlost v boxech se zvedla z dosavadních 80 km/h na 100 km/h.
Začátek sezóny připadl, tak jak se již stalo tradicí, australskému Melbourne. Přestože nové technické předpisy měli ztížit suverenitu Ferrari, situace v Austrálii tomu vůbec nenasvědčovala. Schumacher i Barrichello zcela dominovali tréninku i samotnému závodu. Situace se opakovala i za 14 dni na trati v Sepangu i na novém okruhu v Bahrajnu; Formule 1 se tak vůbec poprvé v historii představila v zemích Blízkého Východu. Schumacher zvítězil i v San Marinu a ve Španělsku a vyrovnal tak rekord Nigela Mansella z roku 1992 ( 5 vítězství v prvních 5 závodech). Nadvládu Ferrari přerušil až Jarno Trulli, který zvítězil v Grand Prix Monaka. Výpadek v Monaku Schumachera motivoval natolik, že v následujících 7 Velkých cenách zvítězil a zajistil tak Ferrari titul v poháru konstruktérů již po Velké ceně Maďarska.
Velká cena Belgie byla zpestřením sezóny, zvítězil Kimi Raikkonen na voze McLaren, přesto druhé místo Schumacherovi zajistilo titul mistra světa. Proto závod na domácí půdě byl pro Ferrari pouze exhibiční jízda spojená s oslavou titulu. Stejně jako v Monze tak i na nové trati v Číně zvítězil Rubens Barrichello. Závod v japonské Suzuce byl ve znamení souboje bratrů Schumacherů. Poslední závod v roce se konal na okruhu Interlagos v brazilském San Paulo a zvítězil v něm Kolumbijec Montoya. Pár dní po skončení šampionátu se sešli zástupci všech týmů, aby diskutovali o scénáři pro sezónu 2005. Na programu jednání bylo především snížení nákladů na provoz týmů a také delikátní polemika automobilek Ferrari, Mercedes, Renault a BMW s bosem Bernie Eccclestonem a jejich výhrůžky s otevřením alternativního šampionátu počínaje rokem 2008.

## Pravidla
Boduje prvních 8 jezdců podle klíče:
- První - 10 bodů
- Druhý - 8 bodů
- Třetí - 6 bodů
- Čtvrtý - 5 bodů
- Pátý - 4 body
- Šestý - 3 body
- Sedmý - 2 body
- Osmý - 1 Bod

Motory mohou mít maximálně 10 válců a objem 3000 cc bez přeplňování. Minimální hmotnost vozu je 600 kg. Je povolen jeden motor na závodní víkend. Pokud je jezdec nucen motor měnit, je posunut o deset míst dozadu na startovním roštu.

## Složení týmů
| Číslo                               | Pilot                                                                     | Třetí pilot                                                                      | Testovací pilot                                                                  |
| ----------------------------------- | ------------------------------------------------------------------------- | -------------------------------------------------------------------------------- | -------------------------------------------------------------------------------- |
| Ferrari (Scuderia Ferrari Marlboro) | Ferrari (Scuderia Ferrari Marlboro)                                       | Model: F2004 Motor: Ferrari 053 V10 Pneumatiky: Bridgestone                      | Model: F2004 Motor: Ferrari 053 V10 Pneumatiky: Bridgestone                      |
| 1 2                                 | Michael Schumacher Rubens Barrichello                                     | Není                                                                             | Luca Badoer                                                                      |
| Williams (BMW WilliamsF1)           | Williams (BMW WilliamsF1)                                                 | Model: FW26 Motor: BMW P84 V10 Pneumatiky: Michelin                              | Model: FW26 Motor: BMW P84 V10 Pneumatiky: Michelin                              |
| 3 4                                 | Juan Pablo Montoya Ralf Schumacher Marc Gené Antonio Pizzonia             | Není                                                                             | Marc Gené Antonio Pizzonia                                                       |
| McLaren (West McLaren Mercedes)     | McLaren (West McLaren Mercedes)                                           | Model: MP4/19, MP4/19B Motor: Mercedes FO110Q V10 Pneumatiky: Michelin           | Model: MP4/19, MP4/19B Motor: Mercedes FO110Q V10 Pneumatiky: Michelin           |
| 5 6                                 | David Coulthard Kimi Räikkönen                                            | Není                                                                             | Alexander Wurz Pedro de la Rosa                                                  |
| Renault(Mild Seven Renault F1 Team) | Renault(Mild Seven Renault F1 Team)                                       | Model: R24 Motor: Renault RS24 V10 Pneumatiky: Michelin                          | Model: R24 Motor: Renault RS24 V10 Pneumatiky: Michelin                          |
| 7 8                                 | Jarno Trulli Jacques Villeneuve Fernando Alonso                           | Není                                                                             | Franck Montagny                                                                  |
| B.A.R (Lucky Strike BAR Honda)      | B.A.R (Lucky Strike BAR Honda)                                            | Model: 006 Motor: Honda RA004E V100 Pneumatiky: Michelin                         | Model: 006 Motor: Honda RA004E V100 Pneumatiky: Michelin                         |
| 9 10                                | Jenson Button Takuma Sató                                                 | Anthony Davidson                                                                 | Enrique Bernoldi                                                                 |
| Sauber (Sauber Petronas)            | Sauber (Sauber Petronas)                                                  | Model: C23 Motor: Petronas 04A V10 (Ferrari 053) Pneumatiky: Bridgestone         | Model: C23 Motor: Petronas 04A V10 (Ferrari 053) Pneumatiky: Bridgestone         |
| 11 12                               | Giancarlo Fisichella Felipe Massa                                         | Není                                                                             | Neel Jani                                                                        |
| Jaguar(Jaguar Racing)               | Jaguar(Jaguar Racing)                                                     | Model: R5 Motor: Cosworth CR-6 V10 Pneumatiky: Michelin                          | Model: R5 Motor: Cosworth CR-6 V10 Pneumatiky: Michelin                          |
| 14 15                               | Mark Webber Christian Klien                                               | Bjorn Wirdheim                                                                   | Bjorn Wirdheim                                                                   |
| Toyota(Panasonic Toyota Racing)     | Toyota(Panasonic Toyota Racing)                                           | Model: TF104 Motor: Toyota RVX-04 V10 Pneumatiky: Michelin                       | Model: TF104 Motor: Toyota RVX-04 V10 Pneumatiky: Michelin                       |
| 16 17                               | Cristiano da Matta Ricardo Zonta Jarno Trulli Olivier Panis Ricardo Zonta | Ricardo Zonta                                                                    | Ryan Briscoe                                                                     |
| Jordan(Jordan Ford)                 | Jordan(Jordan Ford)                                                       | Model: EJ14 Motor: Ford-Cosworth RS2 V10 (Cosworth CR-6) Pneumatiky: Bridgestone | Model: EJ14 Motor: Ford-Cosworth RS2 V10 (Cosworth CR-6) Pneumatiky: Bridgestone |
| 18 19                               | Nick Heidfeld Giorgio Pantano Timo Glock                                  | Timo Glock                                                                       | Robert Doornbos                                                                  |
| Minardi(Minardi Cosworth)           | Minardi(Minardi Cosworth)                                                 | Model: PS04B Motor: Cosworth CR-3L V10 Pneumatiky: Bridgestone                   | Model: PS04B Motor: Cosworth CR-3L V10 Pneumatiky: Bridgestone                   |
| 20 21                               | Gianmaria Bruni Zsolt Baumgartner                                         | Bas Leinders                                                                     | Tiago Monteiro                                                                   |

## Velké ceny
| Datum               | Grand Prix                                  | Náhled | Akce               | Jezdec                  | Vůz                     | Stav MS            |
| ------------------- | ------------------------------------------- | ------ | ------------------ | ----------------------- | ----------------------- | ------------------ |
| 1. GP 7. březen     | Austrálie Albert Park (Výsledky)            |        | Závod              | Michael Schumacher      | Ferrari F2004           | Michael Schumacher |
| 1. GP 7. březen     | Austrálie Albert Park (Výsledky)            | Kolo   | Michael Schumacher | Ferrari F2004           |                         | Michael Schumacher |
| 1. GP 7. březen     | Austrálie Albert Park (Výsledky)            | Pole   | Michael Schumacher | Ferrari F2004           |                         | Michael Schumacher |
| 2. GP 21. března    | Malajsie Sepang (Výsledky)                  |        | Závod              | Michael Schumacher      | Ferrari F2004           | Michael Schumacher |
| 2. GP 21. března    | Malajsie Sepang (Výsledky)                  | Kolo   | Juan Pablo Montoya | Williams-BMW FW26       |                         | Michael Schumacher |
| 2. GP 21. března    | Malajsie Sepang (Výsledky)                  | Pole   | Michael Schumacher | Ferrari F2004           |                         | Michael Schumacher |
| 3. GP 4. duben      | Bahrajn Sakhir (Výsledky)                   |        | Závod              | Michael Schumacher      | Ferrari F2004           | Michael Schumacher |
| 3. GP 4. duben      | Bahrajn Sakhir (Výsledky)                   | Kolo   | Michael Schumacher | Ferrari F2004           |                         | Michael Schumacher |
| 3. GP 4. duben      | Bahrajn Sakhir (Výsledky)                   | Pole   | Michael Schumacher | Ferrari F2004           |                         | Michael Schumacher |
| 4. GP 25. duben     | San Marino Imola (Výsledky)                 |        | Závod              | Michael Schumacher      | Ferrari F2004           | Michael Schumacher |
| 4. GP 25. duben     | San Marino Imola (Výsledky)                 | Kolo   | Michael Schumacher | Ferrari F2004           |                         | Michael Schumacher |
| 4. GP 25. duben     | San Marino Imola (Výsledky)                 | Pole   | Jenson Button      | BAR-Honda 006           |                         | Michael Schumacher |
| 5. GP 9. květen     | Španělsko Circuit de Catalunya (Výsledky)   |        | Závod              | Michael Schumacher      | Ferrari F2004           | Michael Schumacher |
| 5. GP 9. květen     | Španělsko Circuit de Catalunya (Výsledky)   | Kolo   | Michael Schumacher | Ferrari F2004           |                         | Michael Schumacher |
| 5. GP 9. květen     | Španělsko Circuit de Catalunya (Výsledky)   | Pole   | Michael Schumacher | Ferrari F2004           |                         | Michael Schumacher |
| 6. GP 23. květen    | Monako Circuit de Monaco (Výsledky)         |        | Závod              | Jarno Trulli            | Renault R24             | Michael Schumacher |
| 6. GP 23. květen    | Monako Circuit de Monaco (Výsledky)         | Kolo   | Michael Schumacher | Ferrari F2004           |                         | Michael Schumacher |
| 6. GP 23. květen    | Monako Circuit de Monaco (Výsledky)         | Pole   | Jarno Trulli       | Renault R24             |                         | Michael Schumacher |
| 7. GP 30. květen    | Evropa Nürburgring (Výsledky)               |        | Závod              | Michael Schumacher      | Ferrari F2004           | Michael Schumacher |
| 7. GP 30. květen    | Evropa Nürburgring (Výsledky)               | Kolo   | Michael Schumacher | Ferrari F2004           |                         | Michael Schumacher |
| 7. GP 30. květen    | Evropa Nürburgring (Výsledky)               | Pole   | Michael Schumacher | Ferrari F2004           |                         | Michael Schumacher |
| 8. GP 13. červen    | Kanada Circuit Gilles Villeneuve (Výsledky) |        | Závod              | Michael Schumacher      | Ferrari F2004           | Michael Schumacher |
| 8. GP 13. červen    | Kanada Circuit Gilles Villeneuve (Výsledky) | Kolo   | Rubens Barrichello | Ferrari F2004           |                         | Michael Schumacher |
| 8. GP 13. červen    | Kanada Circuit Gilles Villeneuve (Výsledky) | Pole   | Ralf Schumacher    | Williams-BMW FW26       |                         | Michael Schumacher |
| 9. GP 20. červen    | USA Indianapolis (Výsledky)                 |        | Závod              | Michael Schumacher      | Ferrari F2004           | Michael Schumacher |
| 9. GP 20. červen    | USA Indianapolis (Výsledky)                 | Kolo   | Rubens Barrichello | Ferrari F2004           |                         | Michael Schumacher |
| 9. GP 20. červen    | USA Indianapolis (Výsledky)                 | Pole   | Rubens Barrichello | Ferrari F2004           |                         | Michael Schumacher |
| 10. GP 4. červenec  | Francie Magny-Cours (Výsledky)              |        | Závod              | Michael Schumacher      | Ferrari F2004           | Michael Schumacher |
| 10. GP 4. červenec  | Francie Magny-Cours (Výsledky)              | Kolo   | Michael Schumacher | Ferrari F2004           |                         | Michael Schumacher |
| 10. GP 4. červenec  | Francie Magny-Cours (Výsledky)              | Pole   | Fernando Alonso    | Renault R24             |                         | Michael Schumacher |
| 11. GP 11. červenec | Velká Británie Silverstone (Výsledky)       |        | Závod              | Michael Schumacher      | Ferrari F2004           | Michael Schumacher |
| 11. GP 11. červenec | Velká Británie Silverstone (Výsledky)       | Kolo   | Michael Schumacher | Ferrari F2004           |                         | Michael Schumacher |
| 11. GP 11. červenec | Velká Británie Silverstone (Výsledky)       | Pole   | Kimi Räikkönen     | McLaren-Mercedes MP4-19 |                         | Michael Schumacher |
| 12. GP 25. červenec | Německo Hockenheimring (Výsledky)           |        | Závod              | Michael Schumacher      | Ferrari F2004           | Michael Schumacher |
| 12. GP 25. červenec | Německo Hockenheimring (Výsledky)           | Kolo   | Kimi Räikkönen     | McLaren-Mercedes MP4-19 |                         | Michael Schumacher |
| 12. GP 25. červenec | Německo Hockenheimring (Výsledky)           | Pole   | Michael Schumacher | Ferrari F2004           |                         | Michael Schumacher |
| 13. GP 15. srpen    | Maďarsko Hungaroring (Výsledky)             |        | Závod              | Michael Schumacher      | Ferrari F2004           | Michael Schumacher |
| 13. GP 15. srpen    | Maďarsko Hungaroring (Výsledky)             | Kolo   | Michael Schumacher | Ferrari F2004           |                         | Michael Schumacher |
| 13. GP 15. srpen    | Maďarsko Hungaroring (Výsledky)             | Pole   | Michael Schumacher | Ferrari F2004           |                         | Michael Schumacher |
| 14. GP 29. srpen    | Belgie Spa-Francorchamps (Výsledky)         |        | Závod              | Kimi Räikkönen          | McLaren-Mercedes MP4-19 | Michael Schumacher |
| 14. GP 29. srpen    | Belgie Spa-Francorchamps (Výsledky)         | Kolo   | Kimi Räikkönen     | McLaren-Mercedes MP4-19 |                         | Michael Schumacher |
| 14. GP 29. srpen    | Belgie Spa-Francorchamps (Výsledky)         | Pole   | Jarno Trulli       | Renault R24             |                         | Michael Schumacher |
| 15. GP 12. září     | Itálie Monza (Výsledky)                     |        | Závod              | Rubens Barrichello      | Ferrari F2004           | Michael Schumacher |
| 15. GP 12. září     | Itálie Monza (Výsledky)                     | Kolo   | Rubens Barrichello | Ferrari F2004           |                         | Michael Schumacher |
| 15. GP 12. září     | Itálie Monza (Výsledky)                     | Pole   | Rubens Barrichello | Ferrari F2004           |                         | Michael Schumacher |
| 16. GP 26. září     | Čína Shanghai (Výsledky)                    |        | Závod              | Rubens Barrichello      | Ferrari F2004           | Michael Schumacher |
| 16. GP 26. září     | Čína Shanghai (Výsledky)                    | Kolo   | Michael Schumacher | Ferrari F2004           |                         | Michael Schumacher |
| 16. GP 26. září     | Čína Shanghai (Výsledky)                    | Pole   | Rubens Barrichello | Ferrari F2004           |                         | Michael Schumacher |
| 17. GP 10. říjen    | Japonsko Suzuka (Výsledky)                  |        | Závod              | Michael Schumacher      | Ferrari F2004           | Michael Schumacher |
| 17. GP 10. říjen    | Japonsko Suzuka (Výsledky)                  | Kolo   | Rubens Barrichello | Ferrari F2004           |                         | Michael Schumacher |
| 17. GP 10. říjen    | Japonsko Suzuka (Výsledky)                  | Pole   | Michael Schumacher | Ferrari F2004           |                         | Michael Schumacher |
| 18. GP 24. října    | Brazílie Interlagos (Výsledky)              |        | Závod              | Juan Pablo Montoya      | Williams-BMW FW26       | Michael Schumacher |
| 18. GP 24. října    | Brazílie Interlagos (Výsledky)              | Kolo   | Juan Pablo Montoya | Williams-BMW FW26       |                         | Michael Schumacher |
| 18. GP 24. října    | Brazílie Interlagos (Výsledky)              | Pole   | Rubens Barrichello | Ferrari F2004           |                         | Michael Schumacher |

## Konečné hodnocení Mistrovství světa

### Jezdci
| *      | Pilot                | AUS | MAL | BHR | SMR | ESP | MON | EUR | CAN | USA | FRA | GBR | GER | HUN | BEL | ITA | CHN | JPN | BRA | Body |
| ------ | -------------------- | --- | --- | --- | --- | --- | --- | --- | --- | --- | --- | --- | --- | --- | --- | --- | --- | --- | --- | ---- |
| 1      | Michael Schumacher   | 1   | 1   | 1   | 1   | 1   | Ret | 1   | 1   | 1   | 1   | 1   | 1   | 1   | 2   | 2   | 12  | 1   | 7   | 148  |
| 2      | Rubens Barrichello   | 2   | 4   | 2   | 6   | 2   | 3   | 2   | 2   | 2   | 3   | 3   | 12  | 2   | 3   | 1   | 1   | Ret | 3   | 114  |
| 3      | Jenson Button        | 6   | 3   | 3   | 2   | 8   | 2   | 3   | 3   | Ret | 5   | 4   | 2   | 5   | Ret | 3   | 2   | 3   | Ret | 85   |
| 4      | Fernando Alonso      | 3   | 7   | 6   | 4   | 4   | Ret | 5   | Ret | Ret | 2   | 10  | 3   | 3   | Ret | Ret | 4   | 5   | 4   | 59   |
| 5      | Juan Pablo Montoya   | 5   | 2   | 13  | 3   | Ret | 4   | 8   | DSQ | DSQ | 8   | 5   | 5   | 4   | Ret | 5   | 5   | 7   | 1   | 58   |
| 6      | Jarno Trulli         | 7   | 5   | 4   | 5   | 3   | 1   | 4   | Ret | 4   | 4   | Ret | 11  | Ret | 9   | 10  |     | 11  | 12  | 46   |
| 7      | Kimi Räikkönen       | Ret | Ret | Ret | 8   | 11  | Ret | Ret | 5   | 6   | 7   | 2   | Ret | Ret | 1   | Ret | 3   | 6   | 2   | 45   |
| 8      | Takuma Sató          | 9   | 15† | 5   | 16† | 5   | Ret | Ret | Ret | 3   | Ret | 11  | 8   | 6   | Ret | 4   | 6   | 4   | 6   | 34   |
| 9      | Ralf Schumacher      | 4   | Ret | 7   | 7   | 6   | 10† | Ret | DSQ | Ret |     |     |     |     |     |     | Ret | 2   | 5   | 24   |
| 10     | David Coulthard      | 8   | 6   | Ret | 12  | 10  | Ret | Ret | 6   | 7   | 6   | 7   | 4   | 9   | 7   | 6   | 9   | Ret | 11  | 24   |
| 11     | Giancarlo Fisichella | 10  | 11  | 11  | 9   | 7   | Ret | 6   | 4   | 9†  | 12  | 6   | 9   | 8   | 5   | 8   | 7   | 8   | 9   | 22   |
| 12     | Felipe Massa         | Ret | 8   | 12  | 10  | 9   | 5   | 9   | Ret | Ret | 13  | 9   | 13  | Ret | 4   | 12  | 8   | 9   | 8   | 12   |
| 13     | Mark Webber          | Ret | Ret | 8   | 13  | 12  | Ret | 7   | Ret | Ret | 9   | 8   | 6   | 10  | Ret | 9   | 10  | Ret | Ret | 7    |
| 14     | Olivier Panis        | 13  | 12  | 9   | 11  | Ret | 8   | 11  | DSQ | 5   | 15  | Ret | 14  | 11  | 8   | Ret | 14  | 14  |     | 6    |
| 15     | Antônio Pizzonia     |     |     |     |     |     |     |     |     |     |     |     | 7   | 7   | Ret | 7   |     |     |     | 6    |
| 16     | Christian Klien      | 11  | 10  | 14  | 14  | Ret | Ret | 12  | 9   | Ret | 11  | 14  | 10  | 13  | 6   | 13  | Ret | 12  | 14  | 3    |
| 17     | Cristiano da Matta   | 12  | 9   | 10  | Ret | 13  | 6   | Ret | DSQ | Ret | 14  | 13  | Ret |     |     |     |     |     |     | 3    |
| 18     | Nick Heidfeld        | Ret | Ret | 15  | Ret | Ret | 7   | 10  | 8   | Ret | 16  | 15  | Ret | 12  | 11  | 14  | 13  | 13  | Ret | 3    |
| 19     | Timo Glock           |     |     |     |     |     |     |     | 7   |     |     |     |     |     |     |     | 15  | 15  | 15  | 2    |
| 20     | Zsolt Baumgartner    | Ret | 16  | Ret | 15  | Ret | 9   | 15  | 10  | 8   | Ret | Ret | 16  | 15  | Ret | 15  | 16  | Ret | 16  | 1    |
| 21     | Jacques Villeneuve   |     |     |     |     |     |     |     |     |     |     |     |     |     |     |     | 11  | 10  | 10  | 0    |
| 22     | Ricardo Zonta        |     |     |     |     |     |     |     |     |     |     |     |     | Ret | 10† | 11  | Ret |     | 13  | 0    |
| 23     | Marc Gené            |     |     |     |     |     |     |     |     |     | 10  | 12  |     |     |     |     |     |     |     | 0    |
| 24     | Giorgio Pantano      | 14  | 13  | 16  | Ret | Ret | Ret | 13  |     | Ret | 17  | Ret | 15  | Ret | Ret | Ret |     |     |     | 0    |
| 25     | Gianmaria Bruni      | NC  | 14  | 17  | Ret | Ret | Ret | 14  | Ret | Ret | 18† | 16  | 17  | 14  | Ret | Ret | Ret | 16  | 17  | 0    |
| *      | Pilot                | AUS | MAL | BHR | SMR | ESP | MON | EUR | CAN | USA | FRA | GBR | GER | HUN | BEL | ITA | CHN | JPN | BRA | Body |
| Zdroj: |                      |     |     |     |     |     |     |     |     |     |     |     |     |     |     |     |     |     |     |      |

### Pohár konstruktérů
| *      | Konstruktér      | č. | AUS | MAL | BHR | SMR | ESP | MON | EUR | CAN | USA | FRA | GBR | GER | HUN | BEL | ITA | CHN | JPN | BRA | Body |
| ------ | ---------------- | -- | --- | --- | --- | --- | --- | --- | --- | --- | --- | --- | --- | --- | --- | --- | --- | --- | --- | --- | ---- |
| 1      | Ferrari          | 1  | 1   | 1   | 1   | 1   | 1   | Ret | 1   | 1   | 1   | 1   | 1   | 1   | 1   | 2   | 2   | 12  | 1   | 7   | 262  |
| 1      | Ferrari          | 2  | 2   | 4   | 2   | 6   | 2   | 3   | 2   | 2   | 2   | 3   | 3   | 12  | 2   | 3   | 1   | 1   | Ret | 3   | 262  |
| 2      | BAR-Honda        | 9  | 6   | 3   | 3   | 2   | 8   | 2   | 3   | 3   | Ret | 5   | 4   | 2   | 5   | Ret | 3   | 2   | 3   | Ret | 119  |
| 2      | BAR-Honda        | 10 | 9   | 15† | 5   | 16† | 5   | Ret | Ret | Ret | 3   | Ret | 11  | 8   | 6   | Ret | 4   | 6   | 4   | 6   | 119  |
| 3      | Renault          | 7  | 7   | 5   | 4   | 5   | 3   | 1   | 4   | Ret | 4   | 4   | Ret | 11  | Ret | 9   | 10  | 11  | 10  | 10  | 105  |
| 3      | Renault          | 8  | 3   | 7   | 6   | 4   | 4   | Ret | 5   | Ret | Ret | 2   | 10  | 3   | 3   | Ret | Ret | 4   | 5   | 4   | 105  |
| 4      | Williams-BMW     | 3  | 5   | 2   | 13  | 3   | Ret | 4   | 8   | DSQ | DSQ | 8   | 5   | 5   | 4   | Ret | 5   | 5   | 7   | 1   | 88   |
| 4      | Williams-BMW     | 4  | 4   | Ret | 7   | 7   | 6   | 10† | Ret | DSQ | Ret | 10  | 12  | 7   | 7   | Ret | 7   | Ret | 2   | 5   | 88   |
| 5      | McLaren-Mercedes | 5  | 8   | 6   | Ret | 12  | 10  | Ret | Ret | 6   | 7   | 6   | 7   | 4   | 9   | 7   | 6   | 9   | Ret | 11  | 69   |
| 5      | McLaren-Mercedes | 6  | Ret | Ret | Ret | 8   | 11  | Ret | Ret | 5   | 6   | 7   | 2   | Ret | Ret | 1   | Ret | 3   | 6   | 2   | 69   |
| 6      | Sauber-Petronas  | 11 | 10  | 11  | 11  | 9   | 7   | Ret | 6   | 4   | 9†  | 12  | 6   | 9   | 8   | 5   | 8   | 7   | 8   | 9   | 34   |
| 6      | Sauber-Petronas  | 12 | Ret | 8   | 12  | 10  | 9   | 5   | 9   | Ret | Ret | 13  | 9   | 13  | Ret | 4   | 12  | 8   | 9   | 8   | 34   |
| 7      | Jaguar-Cosworth  | 14 | Ret | Ret | 8   | 13  | 12  | Ret | 7   | Ret | Ret | 9   | 8   | 6   | 10  | Ret | 9   | 10  | Ret | Ret | 10   |
| 7      | Jaguar-Cosworth  | 15 | 11  | 10  | 14  | 14  | Ret | Ret | 12  | 9   | Ret | 11  | 14  | 10  | 13  | 6   | 13  | Ret | 12  | 14  | 10   |
| 8      | Toyota           | 16 | 12  | 9   | 10  | Ret | 13  | 6   | Ret | DSQ | Ret | 14  | 13  | Ret | Ret | 10† | 11  | Ret | 11  | 12  | 9    |
| 8      | Toyota           | 17 | 13  | 12  | 9   | 11  | Ret | 8   | 11  | DSQ | 5   | 15  | Ret | 14  | 11  | 8   | Ret | 14  | 14  | 13  | 9    |
| 9      | Jordan-Ford      | 18 | Ret | Ret | 15  | Ret | Ret | 7   | 10  | 8   | Ret | 16  | 15  | Ret | 12  | 11  | 14  | 13  | 13  | Ret | 5    |
| 9      | Jordan-Ford      | 19 | 14  | 13  | 16  | Ret | Ret | Ret | 13  | 7   | Ret | 17  | Ret | 15  | Ret | Ret | Ret | 15  | 15  | 15  | 5    |
| 10     | Minardi-Cosworth | 20 | NC  | 14  | 17  | Ret | Ret | Ret | 14  | Ret | Ret | 18† | 16  | 17  | 14  | Ret | Ret | Ret | 16  | 17  | 1    |
| 10     | Minardi-Cosworth | 21 | Ret | 16  | Ret | 15  | Ret | 9   | 15  | 10  | 8   | Ret | Ret | 16  | 15  | Ret | 15  | 16  | Ret | 16  | 1    |
| *      | Konstruktér      | č. | AUS | MAL | BHR | SMR | ESP | MON | EUR | CAN | USA | FRA | GBR | GER | HUN | BEL | ITA | CHN | JPN | BRA | Body |
| Zdroj: |                  |    |     |     |     |     |     |     |     |     |     |     |     |     |     |     |     |     |     |     |      |

### Národy
| *  | Jezdec         | Body |
| -- | -------------- | ---- |
| 1  | Německo        | 177  |
| 2  | Brazílie       | 135  |
| 3  | Velká Británie | 109  |
| 4  | Itálie         | 68   |
| 5  | Španělsko      | 59   |
| 6  | Kolumbie       | 58   |
| 7  | Finsko         | 45   |
| 8  | Japonsko       | 34   |
| 9  | Austrálie      | 7    |
| 10 | Francie        | 6    |
| 11 | Rakousko       | 3    |
| 12 | Maďarsko       | 1    |

## Roční statistiky
| Vítězství              | Vůz         | Motor       | Národ       |
| ---------------------- | ----------- | ----------- | ----------- |
| Michael Schumacher 13x | Ferrari 15x | Ferrari 15x | Německo 13x |
| Rubens Barrichello 2x  | Renault 1x  | Renault 1x  | Brazílie 2x |
| Jarno Trulli 1x        | McLaren 1x  | Mercedes 1x | Itálie 1x   |
| Kimi Raikkonen 1x      | Williams 1x | BMW 1x      | Finsko 1x   |
| Juan Pablo Montoya 1x  | -           | -           | Kolumbie 1x |

| Pole positions        | Vůz         | Motor       | Národ             |
| --------------------- | ----------- | ----------- | ----------------- |
| Michael Schumacher 8x | Ferrari 12x | Ferrari 12x | Německo 9x        |
| Rubens Barrichello 4x | Renault 3x  | Renault 3x  | Brazílie 4x       |
| Jarno Trulli 2x       | B.A.R 1x    | Honda 1x    | Itálie 2x         |
| Jenson Button 1x      | Williams 1x | BMW 1x      | Velká Británie 1x |
| Ralf Schumacher 1x    | McLaren 1x  | Mercedes 1x | Španělsko 1x      |
| Fernando Alonso 1x    | -           | -           | Finsko 1x         |
| Kimi Raikkonen 1x     | -           | -           | -                 |

| Nejrychlejší kolo      | Vůz         | Motor       | Národ       |
| ---------------------- | ----------- | ----------- | ----------- |
| Michael Schumacher 10x | Ferrari 14x | Ferrari 14x | Německo 10x |
| Rubens Barrichello 4x  | McLaren 2x  | Mercedes 2x | Brazílie 4x |
| Kimi Raikkonen 2x      | Williams 2x | BMW 2x      | Finsko 2x   |
| Juan Pablo Montoya 2x  | -           | -           | Kolumbie 2x |

| Podium                 | Vůz         | Motor       | Národ              |
| ---------------------- | ----------- | ----------- | ------------------ |
| Michael Schumacher 15x | Ferrari 29x | Ferrari 29x | Německo 16x        |
| Rubens Barrichello 14x | B.A.R 11x   | Honda 11x   | Brazílie14x        |
| Jenson Button 10x      | Renault 6x  | Renault 6x  | Velká Británie 10x |
| Fernando Alonso 4x     | Williams 4x | BMW 4x      | Španělsko 4 x      |
| Kimi Raikkonen 4x      | McLaren 4x  | Mercedes 4x | Finsko 4x          |
| Juan Pablo Montoya 3x  | -           | -           | Kolumbie 3x        |
| Jarno Trulli 2x        | -           | -           | Itálie 2x          |
| Takuma Sató 1x         | -           | -           | Japonsko 1x        |
| Ralf Schumacher 1x     | -           | -           | -                  |

| Nejrychlejší GP | Jezdec       | Vůz      | Rychlost     |
| --------------- | ------------ | -------- | ------------ |
| Itálie          | Barrichello  | Ferrari  | 244,620 km/h |
| Austrálie       | M.Schumacher | Ferrari  | 219,011 km/h |
| Japonsko        | M.Schumacher | Ferrari  | 218,666 km/h |
| Velká Británie  | M.Schumacher | Ferrari  | 218,478 km/h |
| Německo         | M.Schumacher | Ferrari  | 215,852 km/h |
| San Marino      | M.Schumacher | Ferrari  | 212,571 km/h |
| Španělsko       | M.Schumacher | Ferrari  | 209,292 km/h |
| Bahrajn         | M.Schumacher | Ferrari  | 209,143 km/h |
| Brazílie        | Montoya      | Williams | 208,537 km/h |
| Kanada          | M.Schumacher | Ferrari  | 207,165 km/h |
| Čína            | Barrichello  | Ferrari  | 205,313 km/h |
| Francie         | M.Schumacher | Ferrari  | 205,158 km/h |
| Malajsie        | M.Schumacher | Ferrari  | 204,384 km/h |
| Evropa          | M.Schumacher | Ferrari  | 200,171 km/h |
| Belgie          | Raikkonen    | McLaren  | 198,824 km/h |
| Maďarsko        | M.Schumacher | Ferrari  | 192,802 km/h |
| USA             | M.Schumacher | Ferrari  | 182,699 km/h |
| Monako          | Trulli       | Renault  | 145,881 km/h |

| Nejtěsnější vítězství | Vítěz        | Druhý        | Rozdíl    |
| --------------------- | ------------ | ------------ | --------- |
| Monako                | Trulli       | Button       | 0:00.497s |
| Brazílie              | Montoya      | Raikkonen    | 0:01.022s |
| Čína                  | Barrichello  | Button       | 0:01.035s |
| Itálie                | Barrichello  | M.Schumacher | 0:01.347s |
| Bahrajn               | M.Schumacher | Barrichello  | 0:01.367s |
| Velká Británie        | M.Schumacher | Raikkonen    | 0:02.130  |
| USA                   | M.Schumacher | Barrichello  | 0:02.950  |
| Belgie                | Raikkonen    | M.Schumacher | 0:03.132  |
| Maďarsko              | M.Schumacher | Barrichello  | 0:04.696  |
| Malajsie              | M.Schumacher | Montoya      | 0:05.022  |
| Kanada                | M.Schumacher | Barrichello  | 0:05.108  |
| Francie               | M.Schumacher | Alonso       | 0:08.329  |
| Německo               | M.Schumacher | Button       | 0:08.388  |
| San Marino            | M.Schumacher | Button       | 0:09.702  |
| Španělsko             | M.Schumacher | Barrichello  | 0:13.290  |
| Austrálie             | M.Schumacher | Barrichello  | 0:13.605  |
| Japonsko              | M.Schumacher | R.Schumacher | 0:14.849  |
| Evropa                | M.Schumacher | Barrichello  | 0:17.989  |

## Tabulka rekordů
| *  | *                | *                | Jezdci           | *                 | *                |
| *  | Vítězství        | Pole Position    | Nej. kolo        | Body              | Podium           |
| -- | ---------------- | ---------------- | ---------------- | ----------------- | ---------------- |
| 1  | M.Schumacher 83x | Senna 65x        | M.Schumacher 66x | M.Schumacher 1186 | M.Schumacher 137 |
| 2  | Prost 51x        | M.Schumacher 63x | Prost 41x        | Prost 798,5       | Prost 106        |
| 3  | Senna 41x        | Clark 33x        | Mansell 30x      | Senna 614         | Senna 80         |
| 4  | Mansell 31x      | Prost 33x        | Clark 28x        | Piquet 485,5      | Piquet 60        |
| 5  | Stewart 27x      | Mansell 32x      | Häkkinen 25x     | Mansell 482       | Coulthard 60     |
| 6  | Clark 25x        | Fangio 29x       | Lauda 24x        | Coulthard 475     | Mansell 59       |
| 7  | Lauda 25x        | Häkkinen 26x     | Fangio 23x       | Barrichello 451   | Barrichello 57   |
| 8  | Fangio 24x       | Lauda 24x        | Piquet 23x       | Lauda 420,5       | Lauda 54         |
| 9  | Piquet 23x       | Piquet 24x       | Berger 21x       | Häkkinen 420      | Häkkinen 51      |
| 10 | D.Hill 22x       | D.Hill 20x       | Moss 19x         | Berger 385        | Berger 48        |
| *  | Vítězství        | Pole Position    | Nej. kolo        | Body              | Podium           |
| 11 | Häkkinen 20x     | Andretti 18x     | Senna 19         | Stewart 360       | Reutemann 45     |
| 12 | Moss 16x         | Arnoux 18x       | D.Hill 19x       | D.Hill 360        | Stewart 43       |
| 13 | G.Hill 14x       | Stewart 17x      | Coulthard 18     | Reutemann 310     | D.Hill 42x       |
| 14 | Brabham 14x      | Moss 16x         | Stewart 15x      | G.Hill 289        | Patrese 37       |
| 15 | Fittipaldi 14x   | Ascari 14x       | Regazzoni 15x    | Fittipaldi 281    | G.Hill 36        |
| 16 | Ascari 13x       | Hunt 14x         | Barrichello 15x  | Patrese 281       | Fangio 35        |
| 17 | Coulthard 13x    | Peterson 14x     | Ickx 14x         | Fangio 277,64     | Fittipaldi 35    |
| 18 | Andretti 12x     | G.Hill 13x       | Jones 13x        | Clark 274         | Hulme 33         |
| 19 | Reutemann 12x    | Brabham 13x      | Patrese 13x      | Brabham 261       | Scheckter 33     |
| 20 | Jones 12x        | Ickx 13x         | Ascari 12x       | R.Schumacher 259  | Clark 32x        |
| *  | Vítězství        | Pole Position    | Nej. kolo        | Body              | Podium           |
| 21 | J.Villeneuve 11x | J.Villeneuve 13x | Brabham 12x      | Scheckter 255     | Laffite 32x      |
| 22 | Hunt 10x         | Barrichello 13x  | Arnoux 12x       | Hulme 248         | Alesi 32x        |
| 23 | Peterson 10x     | Berger 12x       | Surtees 11x      | Alesi 241         | Brabham 31x      |
| 24 | Scheckter 10x    | Coulthard 12x    | Montoya 11x      | Laffite 228       | Regazzoni 28x    |
| 25 | Berger 10x       | Montoya 11x      | G.Hill 10x       | Montoya 221       | McLaren 27x      |
| 26 | Barrichello 9x   | Rindt 10x        | Andretti 10x     | J.Villeneuve 219  | Peterson 26x     |
| 27 | Ickx 8x          | Surtees 8x       | Hulme 9x         | Regazzoni 212     | Irvine 26x       |
| 28 | Hulme 8x         | Patrese 8x       | Peterson 9x      | Peterson 206      | Ickx 25x         |
| 29 | Arnoux 7x        | Laffite 7x       | J.Villeneuve 9x  | Jones 206         | Moss 24          |
| 30 | Brooks 6x        | P.Hill 6x        | Hunt 8x          | McLaren 196,5     | Surtees 24       |
| *  | Vítězství        | Pole Position    | Nej. kolo        | Body              | Podium           |
| 31 | Surtees 6x       | Fittipaldi 6x    | G.Villeneuve 8x  | Irvine 191        | Jones 24         |
| 32 | Rindt 6x         | Jabouille 6x     | R.Schumacher 7x  | Moss 186,64       | R.Schumacher 24x |
| 33 | G.Villeneuve 6x  | Jones 6x         | Gonzalez 3x      | Alboreto 186,5    | Hunt 23          |
| 34 | Laffite 6x       | Reutemann 6x     | Hawthorn 6x      | Ickx 181          | Alboreto 23      |
| 35 | Patrese 6x       | Farina 5x        | P.Hill 6x        | Arnoux 181        | J.Villeneuve 23  |
| 36 | R.Schumacher 6x  | Amon 5x          | Gurney 6x        | Surtees 180       | Montoya 23x      |
| 37 | Farina 5x        | Regazzoni 5x     | Fittipaldi 6x    | Andretti 180      | Arnoux 22        |
| 38 | Regazzoni 5      | Tambay 5x        | Reutemann 6x     | Hunt 179          | Farina 20x       |
| 39 | Watson 5x        | Rosberg 5x       | Laffite 6x       | Frentzen 174      | Watson 20x       |
| 40 | Alboreto 5x      | R.Schumacher 5x  | Frentzen 6x      | Watson 169        | Gurney 19x       |
| *  | Vítězství        | Pole Position    | Nej. kolo        | Body              | Podium           |
| 41 | Rosberg 5x       | Hawthorn 4x      | Räikkönen 6x     | Räikkönen 169     | Depailler 19x    |
| 42 | Gurney 4x        | Pironi 4x        | Farina 5x        | Rosberg 159,5     | Andretti 19x     |
| 43 | McLaren 4x       | Gonzalez 3x      | Pace 5x          | Depailler 141     | Hawthorn 18x     |
| 44 | Irvine 4x        | Brooks 3x        | Scheckter 5x     | Ascari 140,14     | Frentzen 18x     |
| 45 | Montoya 4x       | Gurney 3x        | Pironi 5x        | Gurney 133        | Räikkönen 18x    |
| 46 | Hawthorn 3x      | Jarier 3x        | Watson 5x        | Boutsen 132       | Ascari 17x       |
| 47 | Collins 3x       | Scheckter 3x     | Alboreto 5x      | Button 130        | Rosberg 17x      |
| 48 | P.Hill 3x        | De Angelis 3x    | Siffert 4x       | Hawthorn 127,64   | P.Hill 16x       |
| 49 | Pironi 3x        | T. Fabi 3x       | Beltoise 4x      | Farina 127,33     | Gonzalez 15x     |
| 50 | Boutsen 3        | Alonso 3x        | Depailler 4x     | De Angelis 122    | Boutsen 15       |

| *  | *                    | *                    | Vozy                 | *                       | *                     |
| *  | Vítězství            | Pole Position        | Nej. kolo            | Body                    | Podium                |
| -- | -------------------- | -------------------- | -------------------- | ----------------------- | --------------------- |
| 1  | Ferrari 182x         | Ferrari 178x         | Ferrari 181x         | Ferrari 3346,5          | Ferrari 553x          |
| 2  | McLaren 138x         | Williams 124x        | Williams 128x        | McLaren 2867,5          | McLaren 367x          |
| 3  | Williams 113x        | McLaren 115x         | McLaren 114x         | Williams 2429,5         | Williams 289x         |
| 4  | Lotus 79x            | Lotus 107x           | Lotus 71x            | Lotus 1368              | Lotus 172x            |
| 5  | Brabham 35x          | Brabham 39x          | Brabham 41x          | Brabham 864             | Brabham 124x          |
| 6  | Benetton 27x         | Renault 36x          | Benetton 36x         | Benetton 851,5          | Benetton 102x         |
| 7  | Tyrrell 23x          | Benetton 15x         | Tyrrell 20x          | Tyrrell 621             | Tyrrell 77x           |
| 8  | BRM 17x              | Tyrrell 14x          | Renault 19x          | Renault 528             | BRM 61x               |
| 9  | Reanult 17x          | Alfa Romeo 12x       | Maserati 15x         | BRM 433                 | Cooper 58x            |
| 10 | Cooper 16x           | Cooper 11x           | BRM 15x              | Ligier 388              | Renault 52x           |
| *  | Vítězství            | Pole Position        | Nej. kolo            | Body                    | Podium                |
| 11 | Alfa Romeo 10x       | BRM 11x              | Cooper 14x           | Cooper 342              | Ligier 50x            |
| 12 | Mercedes 9x          | Maserati 10x         | Alfa Romeo 14x       | Jordan 279              | Maserati 37x          |
| 13 | Maserati 9x          | Ligier 9x            | Matra 12x            | BAR 189                 | Alfa Romeo 26x        |
| 14 | Vanwall 9x           | Mercedes 8x          | Mercedes 9x          | Sauber 175              | Matra 21x             |
| 15 | Matra 9x             | Vanwall 7x           | Ligier 9x            | March Engineering 173,5 | March Engineering 21x |
| 16 | Ligier 9x            | Kurtis 6x            | Kurtis 7x            | Matra 163               | Jordan 18x            |
| 17 | Kurtis 5x            | March Engineering 5x | March Engineering 7x | Arrows 142              | Mercedes 17x          |
| 18 | Jordan 4x            | Matra 4x             | Vanwall 6x           | Wolf 79                 | Kurtis 17x            |
| 19 | A. J. Watson 3x      | Shadow 3x            | Surtees 3x           | Shadow 67,5             | BAR 13x               |
| 20 | March Engineering 3x | Lancia 2x            | Epperly 2x           | Vanwall 57              | Vanwall 13x           |
| *  | Vítězství            | Pole Position        | Nej. kolo            | Body                    | Podium                |
| 21 | Wolf 3x              | A. J. Watson 2x      | Eagle 2x             | Surtees 53              | Wolf 13x              |
| 22 | Epperly 2x           | Jordan 2x            | Honda 2x             | Alfa Romeo 50           | Arrows 8x             |
| 23 | Honda 2x             | Stevens (F1) 1x      | Shadow 2x            | Jaguar 49               | Hesketh 7x            |
| 24 | Kuzma 1x             | Lesovsky 1x          | Wolf 2x              | Porsche 48              | Shadow 7x             |
| 25 | Porsche 1x           | Ewing 1x             | Toleman 2x           | Honda 48                | Sauber 6x             |
| 26 | Eagle 1x             | Lola 1x              | Jordan 2x            | Hesketh 48              | Epperly 5x            |
| 27 | Hesketh 1x           | Porsche 1x           | Gordini 1x           | Stewart 47              | A. J. Watson 5x       |
| 28 | Penske 1x            | Honda 1x             | Lancia 1x            | Lola 43                 | Porsche 5x            |
| 29 | Shadow 1x            | BAR 1x               | Lesovsky 1x          | Prost 35                | Honda 5x              |
| 30 | Stewart 1x           | Stewart 1x           | A. J. Watson 1x      | Copersucar 32           | Stewart 5x            |
| *  | Vítězství            | Pole Position        | Nej. kolo            | Body                    | Podium                |
| 31 |                      | Wolf 1x              | Hesketh 1x           | Minardi 31              | Kuzma 3x              |
| 32 |                      | Arrows 1x            | Parnelli 1x          | Toyota 27               | Penske 3x             |
| 33 |                      | Toleman 1x           | Kojima 1x            | Toleman 26              | Toleman 3x            |
| 34 |                      |                      | Ensign 1x            | Footwork 25             | Lola 3x               |
| 35 |                      |                      | Toyota 1x            | Penske 23               | Prost 3x              |
| 36 |                      |                      |                      | Ensign 19               | Deidt 2x              |
| 37 |                      |                      |                      | Eagle 17                | Talbot 2x             |
| 38 |                      |                      |                      | Dallara 15              | Gordini 2x            |
| 39 |                      |                      |                      | Fittipaldi 12           | Eagle 2x              |
| 40 |                      |                      |                      | BRP 11                  | Surtees 2x            |
| *  | Vítězství            | Pole Position        | Nej. kolo            | Body                    | Podium                |
| 41 |                      |                      |                      | Leyton House 8          | Fittipaldi 2x         |
| 42 |                      |                      |                      | ATS 7                   | Dallara 2x            |
| 43 |                      |                      |                      | Maserati 6              | Jaguar 2x             |
| 44 |                      |                      |                      | Iso (F1) 6              | Lancia 1x             |
| 45 |                      |                      |                      | Parnelli 6              | Phillips (F1) 1x      |
| 46 |                      |                      |                      | Rial 6                  | Connaught 1x          |
| 47 |                      |                      |                      | Onyx 6                  | Lesovsky 1x           |
| 48 |                      |                      |                      | Osella 5                | Copersucar 1x         |
| 49 |                      |                      |                      | Larrousse 5             | Onyx 1x               |
| 50 |                      |                      |                      | Hill 3                  | Leyton House 1x       |
| *  | Vítězství            | Pole Position        | Nej. kolo            | Body                    | Podium                |
| 51 |                      |                      |                      | Theodore 2              | Footwork 1x           |
| 52 |                      |                      |                      | Zakspeed 2              |                       |
| 53 |                      |                      |                      | AGS 2                   |                       |
| 54 |                      |                      |                      | Tecno 1                 |                       |
| 55 |                      |                      |                      | Venturi 1               |                       |

| *                        | *                       | Národy                  | *                         | *                        |
| Vítězství                | Pole Position           | Nej. kolo               | Body                      | Podium                   |
| ------------------------ | ----------------------- | ----------------------- | ------------------------- | ------------------------ |
| Velká Británie 190       | Velká Británie 179      | Velká Británie 181      | Velká Británie 4173,28    | Velká Británie 489       |
| Německo 95               | Brazílie 109            | Francie 87              | Francie 2327,47           | Francie 293              |
| Brazílie 88              | Francie 79              | Německo 83              | Brazílie 1980             | Brazílie 240             |
| Francie 79               | Německo 71              | Brazílie 70             | Německo 1861              | Německo 200              |
| Itálie 41                | Rakousko 46             | Itálie 49               | Itálie 1705,3             | Itálie 191               |
| Rakousko 41              | Itálie 43               | Rakousko 49             | USA 998                   | USA 129                  |
| Argentina 38             | USA 39                  | Argentina 37            | Rakousko 957,5            | Rakousko 116             |
| USA 33                   | Argentina 38            | USA 36                  | Finsko 791,5              | Argentina 98             |
| Finsko 27                | Finsko 34               | Finsko 34               | Argentina 697,42          | Finsko 89                |
| Austrálie 26             | Austrálie 19            | Austrálie 25            | Nový Zéland 537,5         | Nový Zéland 71           |
| Kanada 17                | Švédsko 15              | Švýcarsko 20            | Austrálie 500             | Austrálie 56             |
| Nový Zéland 12           | Kanada 15               | Kanada 17               | Švédsko 378               | Belgie 45                |
| Švédsko 12               | Belgie 14               | Nový Zéland 15          | Belgie 357                | Švédsko 44               |
| Belgie 11                | Kolumbie 11             | Belgie 15               | Kanada 326                | Jihoafrická republika 36 |
| Jihoafrická republika 10 | Švýcarsko 7             | Kolumbie 11             | Švýcarsko 319             | Švýcarsko 36             |
| Švýcarsko 7              | Nový Zéland 6           | Švédsko 10              | Jihoafrická republika 282 | Kanada 36                |
| Kolumbie 4               | Jihoafrická republika 3 | Jihoafrická republika 5 | Kolumbie 221              | Kolumbie 23              |
| Mexiko 2                 | Španělsko 3             | Japonsko 2              | Španělsko 136             | Španělsko 9              |
| Španělsko 1              |                         | Mexiko 1                | Mexiko 88                 | Mexiko 7                 |
|                          |                         | Španělsko 1             | Japonsko 70               | Nizozemsko 2             |
|                          |                         |                         | Nizozemsko 23             | Japonsko 2               |
|                          |                         |                         | Irsko 15                  | Monako 1                 |
|                          |                         |                         | Thajsko 8                 | Rhodesie 1               |
|                          |                         |                         | Rhodesie 6                |                          |
|                          |                         |                         | Monako 4                  |                          |
|                          |                         |                         | Chile 3                   |                          |
|                          |                         |                         | Portugalsko 1             |                          |
|                          |                         |                         |                           |                          |
|                          |                         |                         | Venezuela 1               |                          |
|                          |                         |                         | Dánsko 1                  |                          |
|                          |                         |                         | Maďarsko 1                |                          |